# Klinik für Augenheilkunde

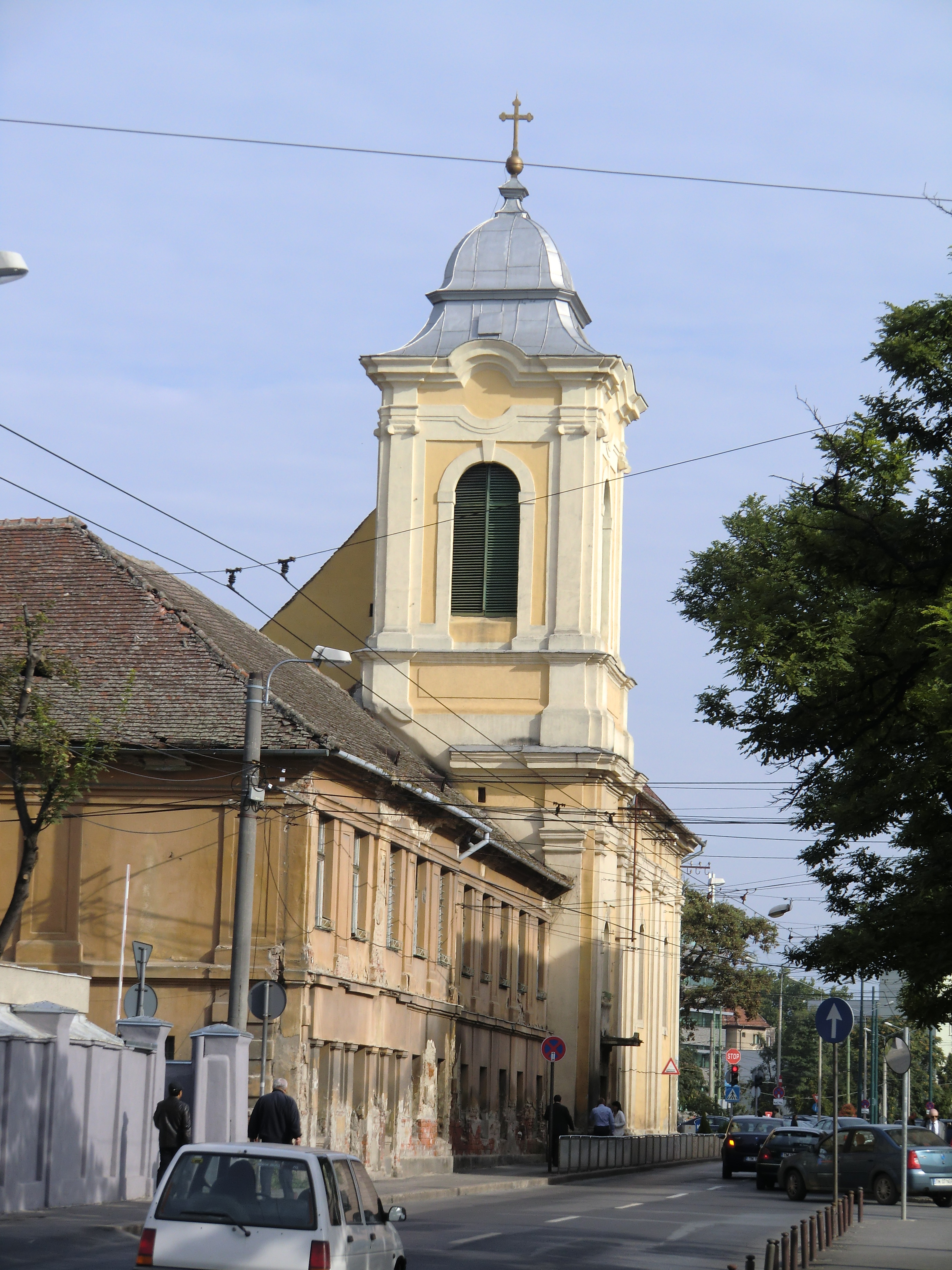
Augenklinik 2010

Die Klinik für Augenheilkunde (rumänisch Clinica de Oftalmologie, volkstümlich Barmherzigenspital, rumänisch: Spitalul Mizericordienilor) ist eine Klinik an der Strada Sfântu Ioan Nr. 4 in Timișoara, die 1947 gegründet wurde. Nach der Verstaatlichung der Privatkliniken durch das Dekret Nummer 178 vom 3. August 1948 erfolgte die Verlegung der Augenklinik in das ehemalige Barmherzigenspital, das erste Krankenhaus Temeswars und des Banats.

## Geschichte

### Barmherzigenspital
Am 5. April 1724 gründeten die Franziskaner die Bruderschaft des Heiligen Johannes Nepomuk. Die Nepomuk-Bruderschaft begann 1735 mit dem Bau des ersten Krankenhauses der Stadt. Am Tag der Grundsteinlegung ging die Bevölkerung unter der Führung des Bischofs Franz Anton Engl Graf von Wagrain aus der Franziskanerkirche zur Statue des Heiligen Nepomuk auf den Paradeplatz vor dem Rathaus und von da zum Baugrund des Spitals. Hier wurde eine Inschrift in lateinischer Sprache in den Grundstein gelegt, aus der hervorgeht, dass es sich um ein Werk der Nächstenliebe handelt.
Der Banater Landespräsident Johann Andreas Graf von Hamilton, der auch Präsident der Nepomuk-Bruderschaft war, übergab am 1. November 1737 das neue Spital dem Orden der Barmherzigen Brüder. Mit der Bewilligung des Kaisers Karl VI. trafen sechs Ordensbrüder unter der Leitung des Vikars Paulinus Temele in Temeswar ein. Sie eröffneten im rechten Flügel des Gebäudes auch die erste Apotheke der Stadt „Zum Granatapfel“. An der Stelle der Apotheke wurde zwischen 1748 und 1757 von dem Baumeister Johann Lechner und mit finanzieller Zuwendung der Kaiserin Maria Theresia die Barmherzigenkirche erbaut.
Während der Pestepidemie von 1738–39 betreuten die Barmherzigen Brüder aufopferungsvoll die Kranken, wobei vier von ihnen selbst ihr Leben verloren.
Während der Belagerung Temeswars durch die ungarischen Revolutionäre, brannte in der Nacht vom 6. zum 7. Juli 1849 sowohl die Kirche als auch das Barmherzigenspital bis auf die Grundmauern ab. Zugleich fiel auch eine wertvolle Bibliothek dem Feuer zum Opfer. 1851 wurden die beiden Gebäude in ihrer heutigen Form wieder errichtet.

### Augenklinik
1931 übernahm Hans Röhrich, nach seinem Medizinstudium in Deutschland an den Universitäten in Tübingen, Freiburg im Breisgau, München, an der Berliner Charité, in Würzburg und Heidelberg, das Barmherzigenspital und unterzog das Krankenhaus einem medizinischen Wandel. Er begann den Umbau des Krankenhauses nach modernen medizinischen Kriterien und dessen Ausbau zu einer chirurgischen Klinik. Das Krankenhaus wurde mit 55 Betten ausgestattet. Es wurde die erste chirurgisch-urologische Abteilung in Timișoara eingerichtet, die ersten intrathorakalen Eingriffe durchgeführt, sowie die erste Lungenflügelentfernung in Rumänien. 1931 wurden 300 Operationen verwirklicht, 1931 waren es bereits 600. In den folgenden Jahren wurden zwischen 800–1200 Operationen registriert. Bis 1948 erzielte Doktor Röhrich beachtliche Erfolge in den Bereichen Nieren-, Blasen-, Prostata-, Galle-, Darm- und Thoraxchirurgie.
Am 1. Oktober 1948 wurde das Barmherzigenspital verstaatlicht. In dem Gebäude wurde die Universitätsklinik für Augenheilkunde eingerichtet. Ihre Entstehung begann 1947 im Bürgerspital unter der Leitung von Nikolaus Blatt und wurde ein Jahr später ins Barmherzigenspital verlegt. Nikolaus Blatt war der erste Direktor der neu gegründeten Augenklinik. Die Fachärzte der Augenklinik betrieben Forschungen im Bereich der Myopie, chronischen Sehstörungen, Pathologie und Therapie des Glaukoms, sowie zur Degeneration der Netzhaut.

### Munizipalklinikum für Notfallmedizin
2011 wurde die Klinik für Augenheilkunde dem Munizipalklinikum für Notfallmedizin Timișoara (rumänisch: Spitalul Clinic Municipal de Urgenţă Timișoara) angegliedert. Seitdem funktioniert das Krankenhaus als Abteilung des neu gegründeten Munizipalklinikums für Notfallmedizin.